# .amazon
.amazon은 2019년 5월에 부여된 브랜드 최상위 도메인이며, 전자상거래 기업인 아마존이 운영한다.

## 역사
Amazon.com은 2012년에 도메인 이름 확장을 신청했으며, 이는 승인되었다. 그 신청은 페루와 브라질이 이의를 제기한 후 뒤집혔으며, 이의는 정부자문위원회(ICANN 내에서 정부를 대표하는 그룹)의 지지를 받았다. 정부자문위원회는 2013년에 Amazon.com의 신청 진행을 반대하는 권고를 했다.
볼리비아, 브라질, 콜롬비아, 에콰도르, 가이아나, 페루, 수리남, 베네수엘라(아마존 협력 조약 기구 회원국)는 이 제안이 자국의 이익을 해칠 수 있다고 반대했으며, 이 국가들과 회사가 함께 도메인의 일부 거버넌스를 공유하자고 제안했다.
ICANN은 분쟁 당사자들에게 해결을 협상하도록 지시했다. 이 국가들은 최상위 도메인 아래에 특정 도메인을 받기를 원했지만, 아마존은 각 국가에 국가 코드에 기반한 2차 도메인을 제공하자고 제안했다. ICANN 회의록에 따르면, "아마존이라는 이름은 어떤 언어로든 아마존 국가들의 문화 유산과 정체성의 일부이며, 아마존 국가들이 달리 동의하지 않는 한 첫 번째 수준 도메인 이름으로 사용하는 것은 아마존 사람들의 이익과 권리 증진 및 정보 사회로의 포함을 위해 보류되어야 한다."
2017년에 독립 검토 절차는 Amazon.com에게 유리하게 판정되었다. 이후 협상은 교착 상태에 빠졌고, 2019년 12월 ICANN은 Amazon.com과 계약을 체결했다.